# 668
668 је била преступна година.

## Догађаји
- 15. јул – Цар Констанс II је убијен под мистериозним околностима у свом купатилу, током побуне у Сиракузи. Византијски двор се враћа у Цариград након 5 година одсуства, у којима су муслимани-Арапи вршили годишње инвазије и пустошења по Анадолији. Вероватно га је убио његов коморник после 27-годишње владавине, Констанса је наследио његов син Константин IV , заједно са својом браћом Ираклијем и Тиберијем као ко-царевима.
- Мизезија, византијског генерала и патрикија („првог патриција“), војска у Сиракузи проглашава за цара. Константин IVорганизује експедицију за сузбијање војне побуне на Сицилији.
- Еброин, градоначелник палате, постаје де факто владар Неустрије.
- Котраг, владар (каган) Старе Велике Бугарске, предводи Хазаре у збацивању свог брата Батбајана од Оногура и креће на југ у Карпате.
- Аспарух, вођа Утигура, напушта област Онгала у Котрагу и води свој народ у Мезију у северној Бугарској.
- Калиф Муавија I добија позив од Саборија, византијског команданта трупа у Јерменији, да помогне у свргавању Константина IV у Цариграду. Он шаље муслиманску војску под својим сином Језидом, против Византијског царства.
- Језид стиже до Халкедона у Битинији, и заузима важан византијски центар Аморијум (савремена Турска).
- Арапске снаге освајају Гарамантес у пустињи Сахара (Либија).
- Кинеске трупе које је послао цар из династије Танг Гао Зонг завршавају своју експедицију на Корејском полуострву. Вође експедиције је одабрала царева моћна конкубина Ву Зетиан. Краљевство Гогурјео је свргнуто; почиње период Уједињене Силе.
- Јапански цар Тењи званично ступа на престо и лови на Мавару Оми-Гамоно. Писма размењена између принца Оама и принцезе Нукате забележена су у Ман'иосхуу.
- Теодор из Тарса постављен је за архиепископа Кентерберија. Он уводи строги римски парохијски систем који постаје модел за секуларну државу.
- Колман од Линдисфарна, у пратњи 30 ученика, плови за Ирску, настањује се у Инишбофину и тамо оснива манастир.